# Бауэр, Олег Николаевич
Олег Николаевич Бауэр (Бауер) (1915—2003) — основатель российской ихтиопатологии, доктор биологических наук, профессор С.-Петербургского университета, автор множества научных трудов.

## Биография
Родился 15 июля 1915 года в Петрограде в семье учёного-историка Н. П. Бауера;  крещён в Воскресенской церкви дер. Яблоницы Ямбургского уезда (впоследствии работники ЗАГС по записи в метрической книге Яблоницкого прихода сделали его «уроженцем» этой деревни).
В 1932 году окончил 9 классов 222-й школы г. Ленинграда. В то время это давало право на поступление в университет. В 1937 году он окончил биологический факультет Ленинградского университета по кафедре зоологии беспозвоночных. С 1939 года работал в ГосНИОРХе, занимая должности от лаборанта до зам. директора института.
В 1947 году защитил диссертацию на соискание учёной степени кандидата биологических наук.
С 1957 года (в течение ряда лет) был секретарём, затем председателем Консультативного совета Межведомственной Ихтиологической комиссии.
В 1960 году защитил докторскую диссертацию; в 1965 году был утверждён в звании профессора.
С 1968 по 1976 год был заместителем председателя Национального комитета по проведению Международной Биологической Программы (МБП).
В 1973 году перешёл в Зоологический институт АН СССР, где проработал в должности старшего научного сотрудника, затем и заведующего группой по изучению паразитических червей до 1985 года. С 1985 года работал в Зоологическом институте в должности ведущего научного сотрудника-консультанта.
Умер 11 мая 2003 года.

## Научная работа
За время научной работы О. Н. Бауэр опубликовал более 350 работ, главным образом по паразитологии рыб, в отечественных и зарубежных изданиях, ряд его публикаций, ставших классическими, переведен на иностранные языки. Свободно владея английским и немецким языками он внес огромный вклад в утверждение приоритета отечественной науки за рубежом. Он неоднократно выезжал с лекциями в университеты ряда стран (Англия, Германия, Финляндия и др.), участвовал в работе международных научных съездов и симпозиумов, является членом редколлегий ряда иностранных журналов и зам. главного редактора единственного отечественного журнала «Паразитология».
Его заслуги в развитии паразитологии и ихтиопатологии отмечены почетным членством в Американском паразитологическом обществе и Европейской Ассоциации ихтиопатологов. С именем О. Н. Бауэра в нашей стране связано становление Ихтиопатологической службы. Он первый разработал и начал читать курс ихтиопатологии в ВУЗах, на основе которого был создан первый учебник по этой дисциплине.
Под его руководством защищено много диссертаций на соискание ученой степени кандидата биологических наук. О. Н. Бауэр консультировал подготовку ряда докторских диссертаций.
Под его непосредственным руководством и активном участии в 1985-87 гг. опубликован трехтомный «Определитель паразитов пресноводных рыб СССР», издание, не имеющее аналогов в мировой научной литературе.
Будучи учеником чл.-корр. В. А. Догеля, О. Н. Бауэр стал одним из основоположников экологической паразитологии и ихтиопаразитологии. Его пионерские исследования паразитов рыб Сибири положили начало планомерным работам в этой области. Основополагающие принципы контроля и борьбы с рядом болезней рыб в рыбоводных хозяйствах нашей страны были разработаны непосредственно О. Н. Бауэром и его исследовательскими группами.
Практически все специалисты — ихтиопаразитологи в России и странах СНГ являются либо прямыми учениками О. Н. Бауэра, либо принадлежат к научной школе, в становление которой он внес большой определяющий вклад.